# نیروهای عمومی پاناما
نیروهای عمومی پاناما (اسپانیایی: Fuerza Pública de la República de Panamá‎ ) از جمله نیروهای امنیت ملی پاناما هستند. پاناما دومین کشور در آمریکای لاتین است (کشور دیگر کاستاریکا است) که ارتش دائمی خود را برای همیشه منحل کرده‌است. با این‌حال، پاناما یک نیروی امنیتی کوچک شبه‌نظامی را در اختیار دارد. 